# Monte Steele
Il Monte Steele è la quinta montagna più alta del Canada, alta 5.073 metri sul livello del mare, la decima del Nord America, situata nel territorio dello Yukon, parte della catena montuosa delle Monti Sant'Elia. La montagna è stata così nominata in onore di Sam Steele, un ufficiale della Polizia a cavallo canadese in forza nello Yukon durante la corsa all'oro.